# Kamala Sohonie
Kamala Sohonie (Indore, 18 de junho de 1911 – Nova Delhi, 28 de junho de 1998) foi uma bioquímica indiana que, em 1939, se tornou a primeira mulher indiana a obter um doutorado em uma disciplina científica. Sua aceitação e trabalho no Indian Institute of Science, Bengaluru, abriram caminho para que as mulheres fossem aceitas na instituição pela primeira vez em sua história.
Sua pesquisa explorou os efeitos das vitaminas e os valores nutritivos de pulsos, arroz e grupos de alimentos consumidos por algumas das seções mais pobres da população indiana. Seu trabalho sobre os benefícios nutricionais do extrato de palmeira chamado 'Neera' foi inspirado pela sugestão do então presidente Rajendra Prasad. Kamala Sohonie recebeu o Prêmio Rashtrapati por esse trabalho.

## Primeiros anos
Kamala Sohonie (nascida Bhagvat) nasceu em 18 de junho de 1911 em Indore, atualmente em Madhya Pradesh, Índia. Seu pai, Narayanarao Bhagvat, assim como seu tio, Madhavrao Bhagvat, eram químicos e ex-alunos do antigo Tata Institute of Sciences (que mais tarde se tornou o Indian Institute of Science) em Bengaluru. Kamala seguiu a 'tradição da família' e se formou em 1933 com um diploma de bacharel em Química (principal) e Física (subsidiária) pela Universidade de Bombaim.
Kamala então se candidatou ao Indian Institute of Science para uma bolsa de pesquisa, mas sua inscrição foi recusada pelo então diretor e Nobel Laureate Prof. C V Raman, com o argumento de que as mulheres não eram consideradas competentes o suficiente para seguir a pesquisa. Kamala respondeu à rejeição fazendo um 'satyagraha' do lado de fora do escritório do Prof. C V.Raman, o que o convenceu a conceder-lhe a admissão, mas com algumas estipulações:
- Ela não seria admitida como estudante regular.
- Ela ficaria em período probatório durante todo o primeiro ano.
- Seu trabalho não seria oficialmente reconhecido até que CV Raman estivesse satisfeito com sua qualidade.
- Ela não estragaria o ambiente sendo uma "distração" para seus colegas masculinos.

Embora admitida humilhantemente, Kamala concordou com os termos, tornando-se assim, em 1933, a primeira mulher a ser admitida no instituto. Ela mais tarde diria: "Embora Raman fosse um grande cientista, ele tinha uma mentalidade muito estreita. Eu nunca posso esquecer a maneira como ele me tratou só porque eu era uma mulher. Mesmo assim, Raman não me admitiu como estudante regular. Isso foi um grande insulto para mim. O preconceito contra as mulheres era tão ruim naquela época. O que se pode esperar se até mesmo um ganhador do Nobel se comporta dessa maneira?". Após um ano, muitas mulheres conseguiram admissão na instituição.

## Carreira e pesquisa
O mentor de Kamala no IISc foi Sri Srinivasayya. Durante sua estadia lá, ela trabalhou em proteínas do leite, leguminosas e legumes (um assunto especialmente significativo no contexto indiano). Sua dedicação e habilidade de pesquisa influenciaram a decisão do Prof. Raman de permitir a entrada de mulheres no IISc um ano depois que ela concluiu seu mestrado com distinção em 1936.
Ela foi convidada para a Universidade de Cambridge, no Reino Unido, para trabalhar sob a orientação do Dr. Derek Richter no laboratório de Frederick G. Hopkins. Ela foi aluna do Newnham College, matriculando-se em 1937 e estudando Ciências Naturais Biológicas. Quando Richter saiu, ela trabalhou com o Dr. Robin Hill e estudou tecidos vegetais. A partir de seu trabalho com batatas, ela descobriu a enzima 'Citocromo C', que desempenha um papel essencial na cadeia de transporte de elétrons (o processo pelo qual a energia é criada para os organismos), encontrada em plantas, células humanas e animais. Sua tese sobre o assunto foi concluída em 14 meses e tinha 40 páginas, o que diferia das submissões de doutorado geralmente muito mais extensas.
Após obter seu doutorado, Kamala retornou à Índia em 1939. Como apoiadora de Mahatma Gandhi, ela queria voltar ao seu país e contribuir para a luta nacionalista. Ela foi nomeada professora e chefe do Departamento de Bioquímica do Lady Hardinge Medical College em Nova Delhi. Mais tarde, ela trabalhou no Laboratório de Pesquisa em Nutrição, em Coonoor, como diretora assistente, concentrando-se nos efeitos das vitaminas.
Ela se casou com M.V Sohonie, um atuário, em 1947 e mudou-se para Mumbai. Ela ingressou no Royal Institute of Science como professora no Departamento de Bioquímica e trabalhou nos aspectos nutricionais das leguminosas. Acredita-se que sua eventual nomeação para o cargo de diretora do instituto tenha sido adiada em 4 anos devido ao preconceito de gênero existente na comunidade científica. Durante esse período, Kamala e seus alunos realizaram pesquisas importantes sobre três grupos de alimentos que são amplamente consumidos por pessoas em situação de desvantagem financeira na Índia.
Kamala começou a trabalhar com 'Neera' (seiva extraída da inflorescência de várias espécies de coqueiros) a pedido do então presidente da Índia, Rajendra Prasad. Ela encontrou quantidades significativas de vitamina A, vitamina C e ferro na bebida, e que esses elementos podem sobreviver à concentração de Neera em jaggery de palma e melaço.
Estudos posteriores indicaram que a inclusão de Neera nas dietas de crianças adolescentes desnutridas e mulheres grávidas de comunidades tribais como um suplemento dietético econômico levou a uma melhora significativa na saúde. Ela recebeu o Prêmio Rashtrapati por seu trabalho nesse assunto.

## Morte e legado
Kamala foi uma membro ativa da Consumer Guidance Society of India (CGSI). Ela foi eleita presidente da CGSI para o período de 1982–83 e também escreveu artigos sobre segurança do consumidor para a revista da organização chamada 'Keemat'.
Kamala Sohonie faleceu em 1998, pouco depois de desmaiar durante uma cerimônia de homenagem organizada pelo Indian Council of Medical Research (ICMR) em Nova Delhi.
Em 18 de junho de 2023, o Google homenageou Sohonie com um Doodle em seu 112º aniversário.